# El Rocar (Tiana)
El Rocar és una muntanya de 207 metres que es troba al municipi de Tiana, a la comarca catalana del Maresme.